# Wanna Love You Girl
Wanna Love U Girl è un brano musicale del cantautore soul bianco Robin Thicke cantato in duetto con Pharrell Williams e pubblicato come primo singolo estratto dal suo secondo album, The Evolution of Robin Thicke.
Sulla copertina si staglia una foto in bianco e nero dell'artista fino alla vita e di profilo.